# Andreas Schmidt (Sänger)
Andreas Schmidt (* 30. Juni 1960 in Düsseldorf) ist ein deutscher Sänger (Bassbariton).

## Leben
Andreas Schmidt studierte evangelische Kirchenmusik bei seinem Vater Hartmut Schmidt (B-Examen) und  Gesang bei Ingeborg Reichelt und Dietrich Fischer-Dieskau.
Im Jahr 1984 feierte er sein Operndebüt als Malatesta in Don Pasquale an der Deutschen Oper Berlin und wurde bald ein festes Ensemblemitglied des Hauses. Als Gast trat er an der Hamburger Staatsoper, der Deutschen Staatsoper Berlin, der Bayerischen Staatsoper, der Wiener Staatsoper, dem Grand Theátre Genf, dem Royal Opera House Covent Garden, der Opéra de Paris, dem Gran Teatre del Liceu Barcelona, der Scala Mailand und der Metropolitan Opera auf. Andreas Schmidt konzertierte mit fast allen führenden europäischen Orchestern. Zwischen 1996 und 2005 trat er regelmäßig bei den Bayreuther Festspielen auf und war dort als Sixtus Beckmesser in Die Meistersinger von Nürnberg, Amfortas in Parsifal und Kurwenal in Tristan und Isolde zu hören.
Als Oratoriensänger trat er unter Leitung von Peter Schreier, John Eliot Gardiner und anderen bekannten Dirigenten auf. Auch als Sprecher tritt er gelegentlich in Erscheinung.
Von 2007 bis 2010 war er als Professor für Gesang an der Hochschule für Musik Carl Maria von Weber Dresden tätig. Seit 2010 hat er eine Professur an der Hochschule für Musik und Theater München inne.

### Aufnahmen (Auswahl)
- Richard Wagner: Tannhäuser (Wolfram von Eschenbach), Dirigent: Giuseppe Sinopoli, Philharmonia Orchestra, 1989
- Richard Wagner: Das Rheingold (Donner), Dirigent: Bernard Haitink, Symphony-Orchester des Bayerischen Rundfunks, 1998
- Richard Wagner: Die Meistersinger von Nürnberg (Sixtus Beckmesser), Dirigent: Daniel Barenboim, Orchester der Bayreuther Festspiele, 2000 (auch DVD)
- Richard Strauss: Die Frau ohne Schatten (Der Wächter), Dirigent: Wolfgang Sawallisch, Symphony-Orchester des Bayerischen Rundfunks, 1988
- Richard Strauss: Sämtliche Lieder, mit Rudolf Jansen (Klavier), 2014
- Johannes Brahms: Sämtliche Lieder, mit Rudolf Jansen (Klavier), 2ß17
- Franz Schubert: Die Winterreise, mit Rudolf Jansen (Klavier), 1970
- Robert Schumann: Liederkreis op. 39 und Kerner Lieder op. 40, mit Rudolf Jansen (Klavier), 1985
- Wolfgang Amadeus Mozart: Le Nozze di Figaro (Almaviva), Dirigent: Daniel Barenboim, Berliner Philharmoniker, 1991
- Wolfgang Amadeus Mozart: Le Nozze di Figaro (Almaviva), Dirigent: Bernard Haitink, London Philharmonic Orchestra, 2013
- Wolfgang Amadeus Mozart: Così fan tutte (Guglielmo), Dirigent: Wolfgang Gönnenwein, Orchester der Ludwigsburger Festspiele, 1985
- Wolfgang Amadeus Mozart: Die Zauberflöte (Papageno), Dirigent: Sir Roger Norrington, London Classical Players, 1990
- Johann Sebastian Bach: h-Moll-Messe, Dirigent: Helmuth Rilling, Stuttgarter Kammerorchester, 1988
- Johann Sebastian Bach: Matthäus-Passion, Dirigent: John Eliot Gardiner, The English Baroque Soloists, 1989
- Johann Sebastian Bach: Johannes-Passion (Bass-Arien), Dirigent: Helmuth Rilling, Bach-Collegium Stuttgart, 2000
- Johann Sebastian Bach: Weihnachtsoratorium, Dirigent: Günter Jena, St. Michaelis Orchester Hamburg, 1992
- Carl Philipp Emanuel Bach: Markus-Passion, Dirigent: Helmuth Rilling, Bach-Collegium Stuttgart, 1987
- Joseph Haydn: Die Schöpfung, Dirigent: Helmuth Rilling, Bach-Collegium Stuttgart, 2013
- Joseph Haydn: Die sieben letzten Worte und Requiem "Opus Ultimum", Dirigent: Helmuth Rilling, Gürchinger Kantorei Stuttgart und Bach-Collegium Stuttgart, 1970
- Gustav Mahler: Lieder eines fahrenden Gesellen, Kindertotenlieder, Rückert-Lieder, Dirigent: Jesus Lopez-Cobos, Cincinnati Symphony Orchestra, 1991

## Auszeichnungen
- 1983: Deutscher Musikwettbewerb
- 1995: Mitglied der Freien Akademie der Künste Hamburg
- 1997: Ernennung zum Kammersänger durch den Hamburger Senat